# Kirche Schloß Ricklingen

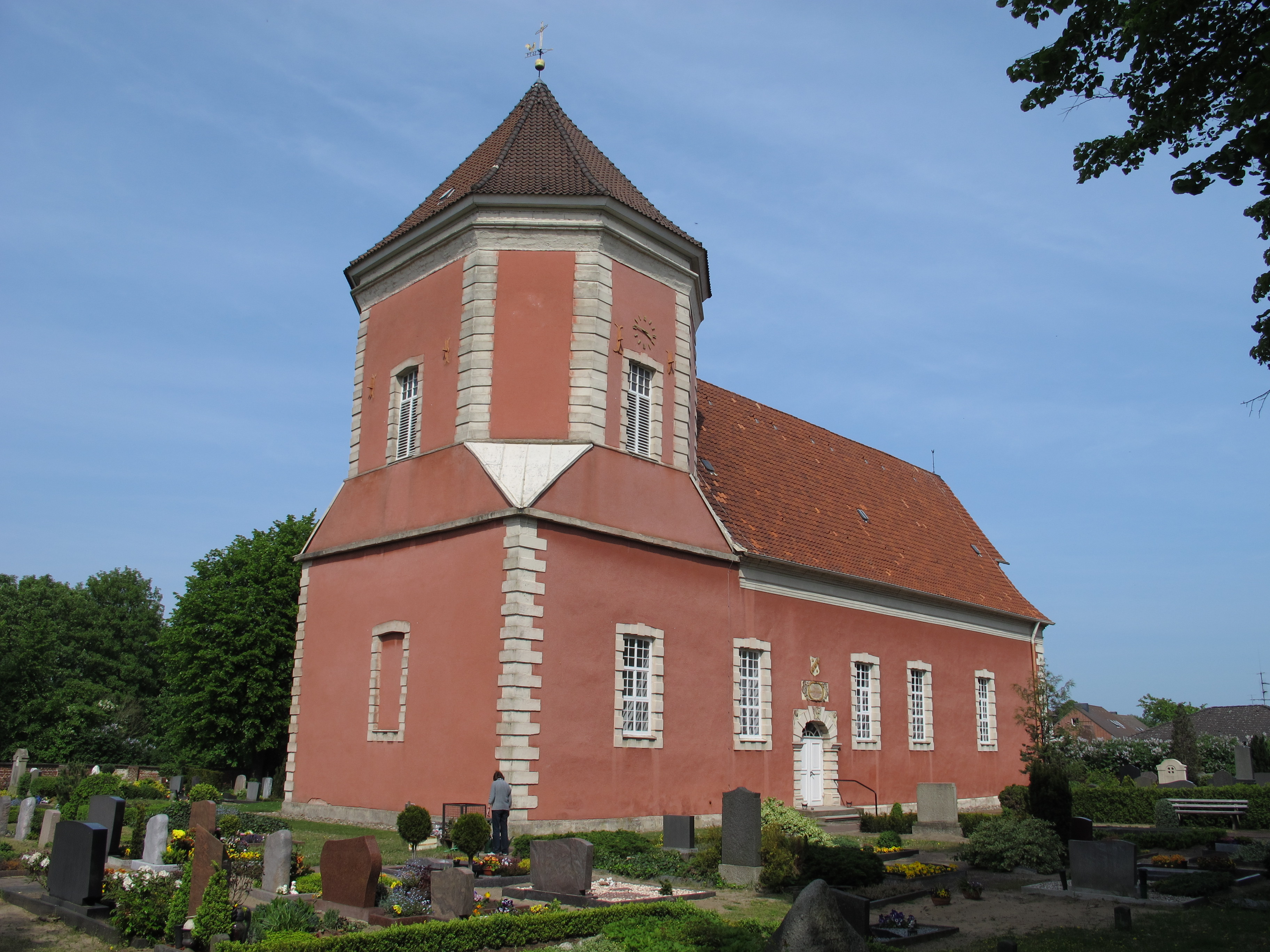
Außenansicht der Kirche

Die Kirche Schloß Ricklingen ist eine Barockkirche aus dem späten 17. Jahrhundert in Schloß Ricklingen, Niedersachsen.
Die evangelisch-lutherische Barockkirche in Schloß Ricklingen ist ein einschiffiger Saalbau mit Tonnengewölbe. Erbaut wurde sie von 1692 bis 1694 auf Kosten des Amtmannes Johann Georg Voigt, der auch die Errichtung von Schule und Pfarrhaus finanzierte. Der Bau ruht auf einer Sanddüne, was von Anfang an zu statischen Problemen führte, die erst 1956 gelöst werden konnten.
Von außen relativ schlicht, ist sie im Inneren im italienisch beeinflussten, üppigen Barockstil ausgeschmückt, wozu als Besonderheit im protestantischen Kirchenbau der Kanzelaltar mit Altarorgel zählen. Von etwa 1882 bis Anfang der 1960er Jahre befand sich eine größere Orgel auf dem Platz der westlichen Herrschaftsempore; als sie schadhaft wurde, entfernte man sie und stellte im Zuge umfangreicher Renovierungen von 1959 bis 1962 das ursprüngliche Aussehen der Kirche wieder her.
Die jetzige, nunmehr vierte Orgel wurde im Jahr 2000 von Rudolf Janke gebaut; sie ist gemäß dem ursprünglichen Bauplan in den Altar integriert.

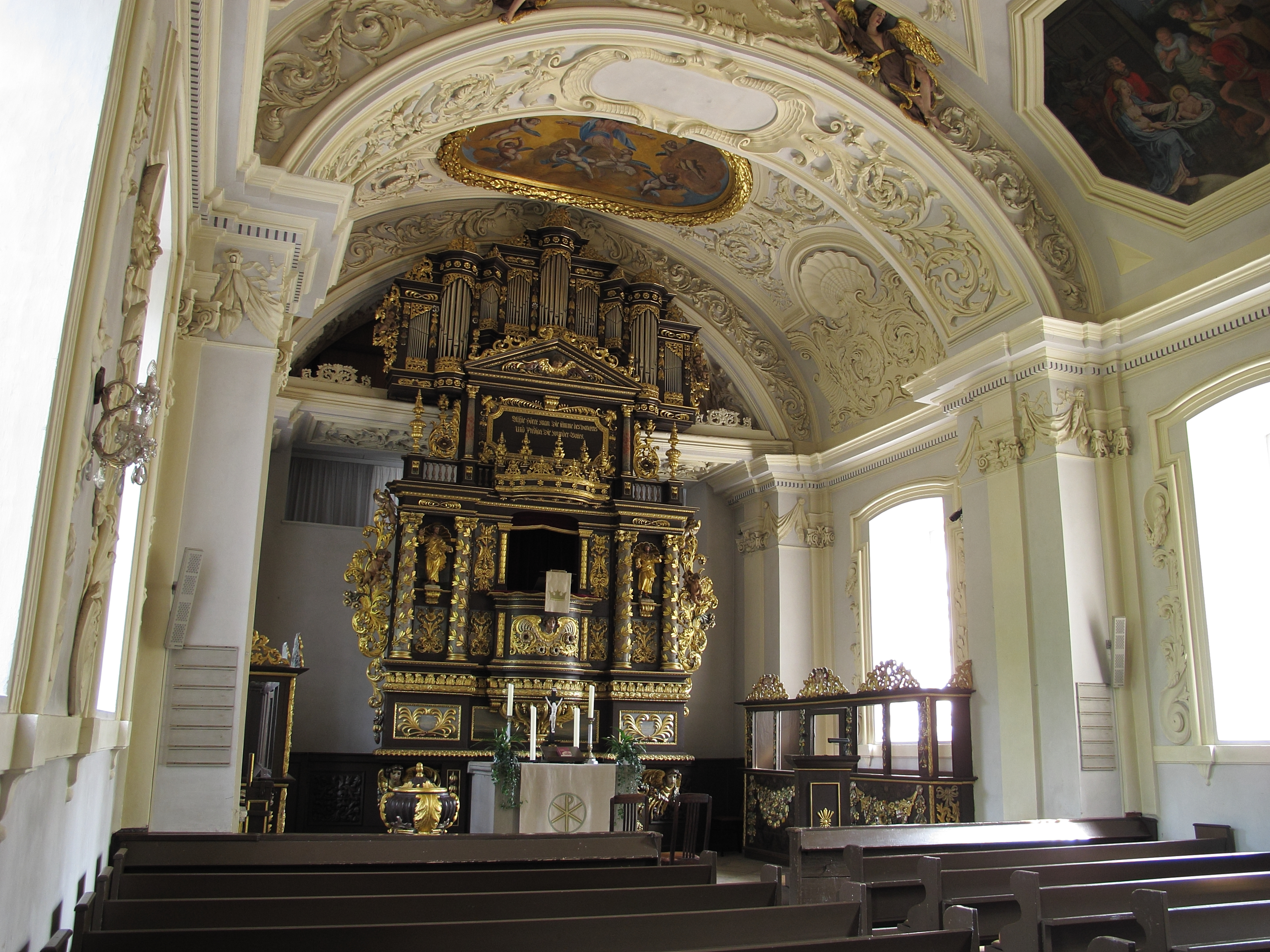
Blick in Richtung Altar
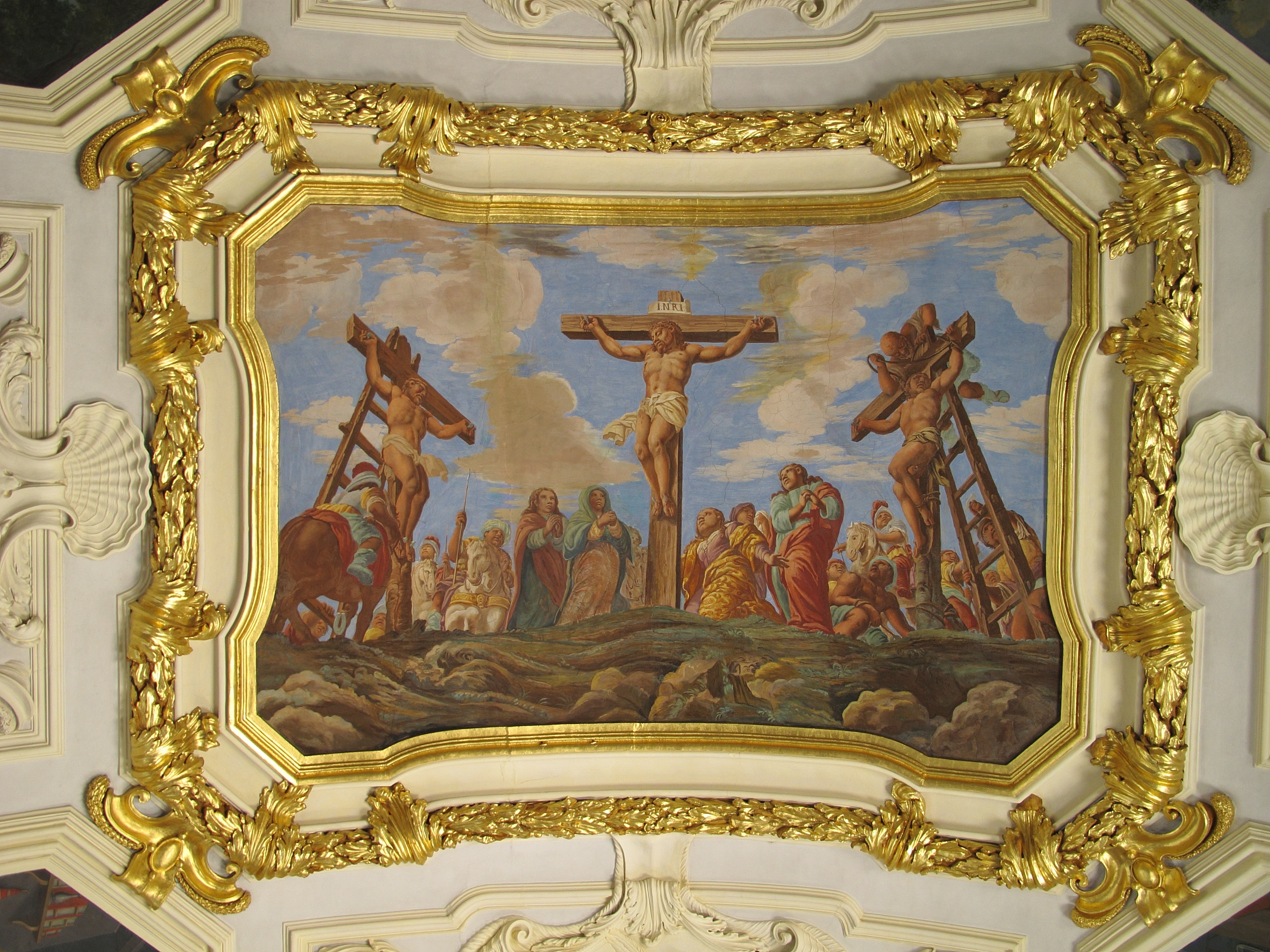
Deckengemälde (Jesu Kreuzigung)
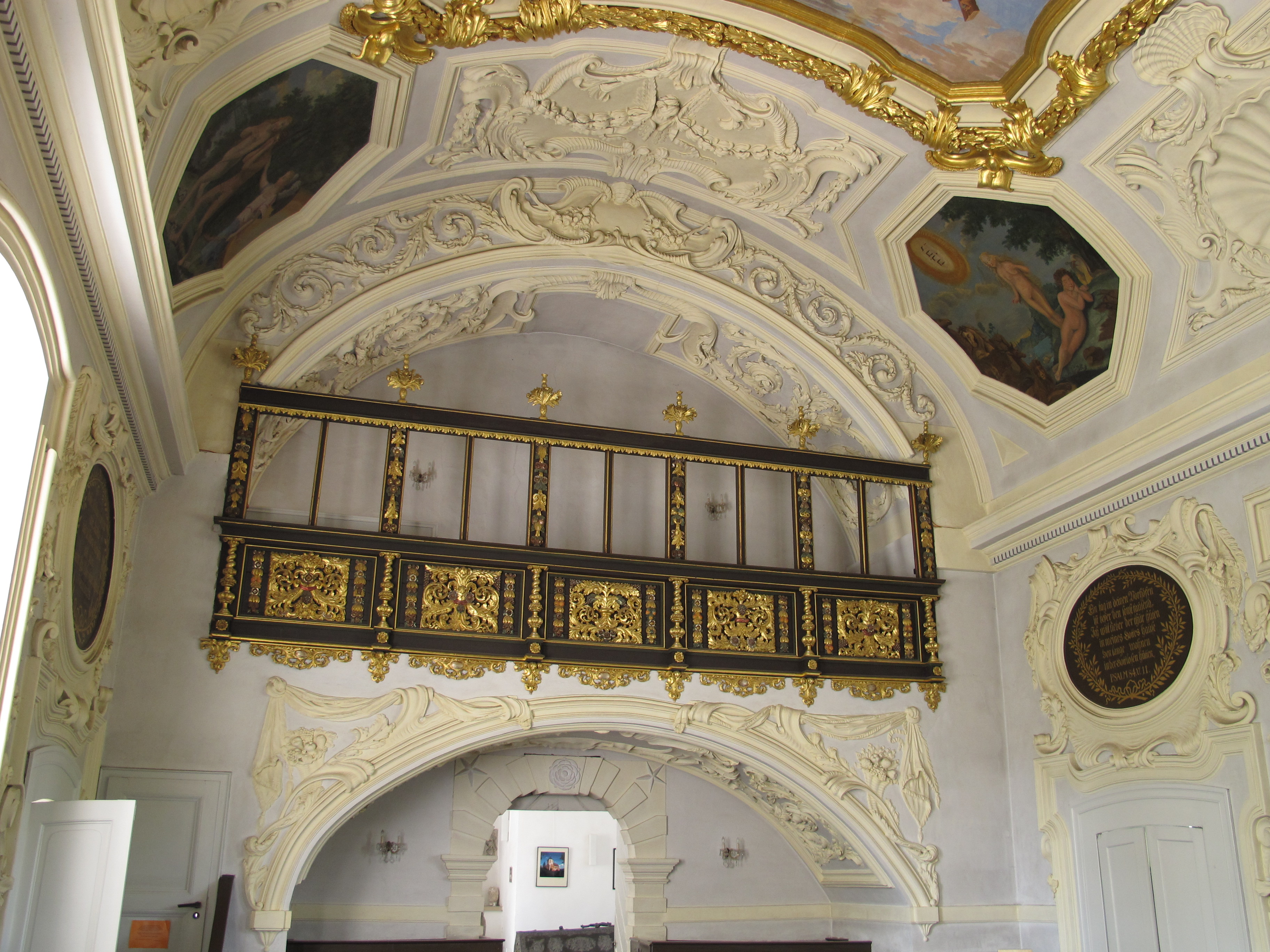
Herrschaftsempore, darunter die Öffnung zum Turmraum
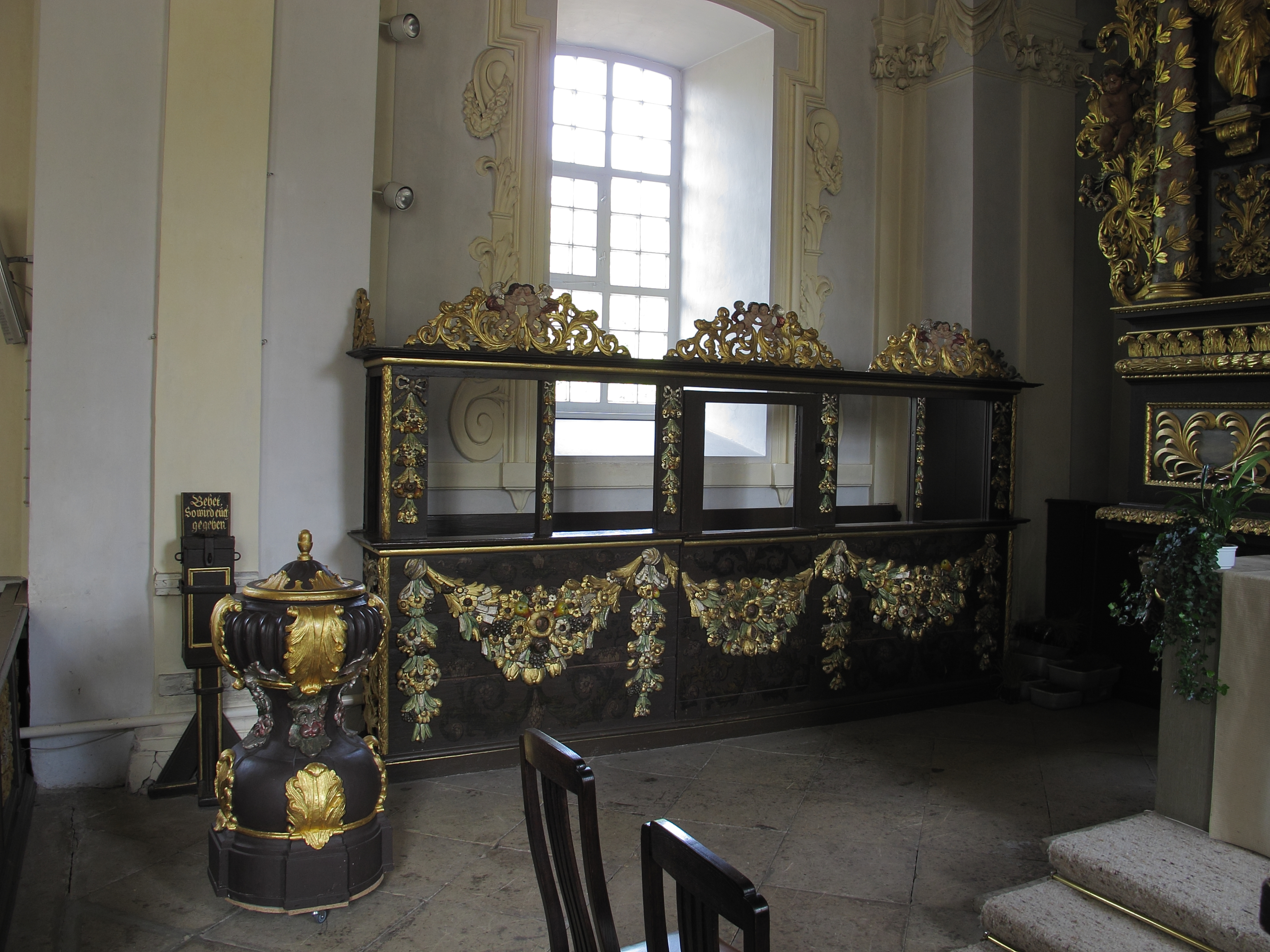
Nördliches Chorgestühl (sogenannte Prieche), links davor das Taufbecken
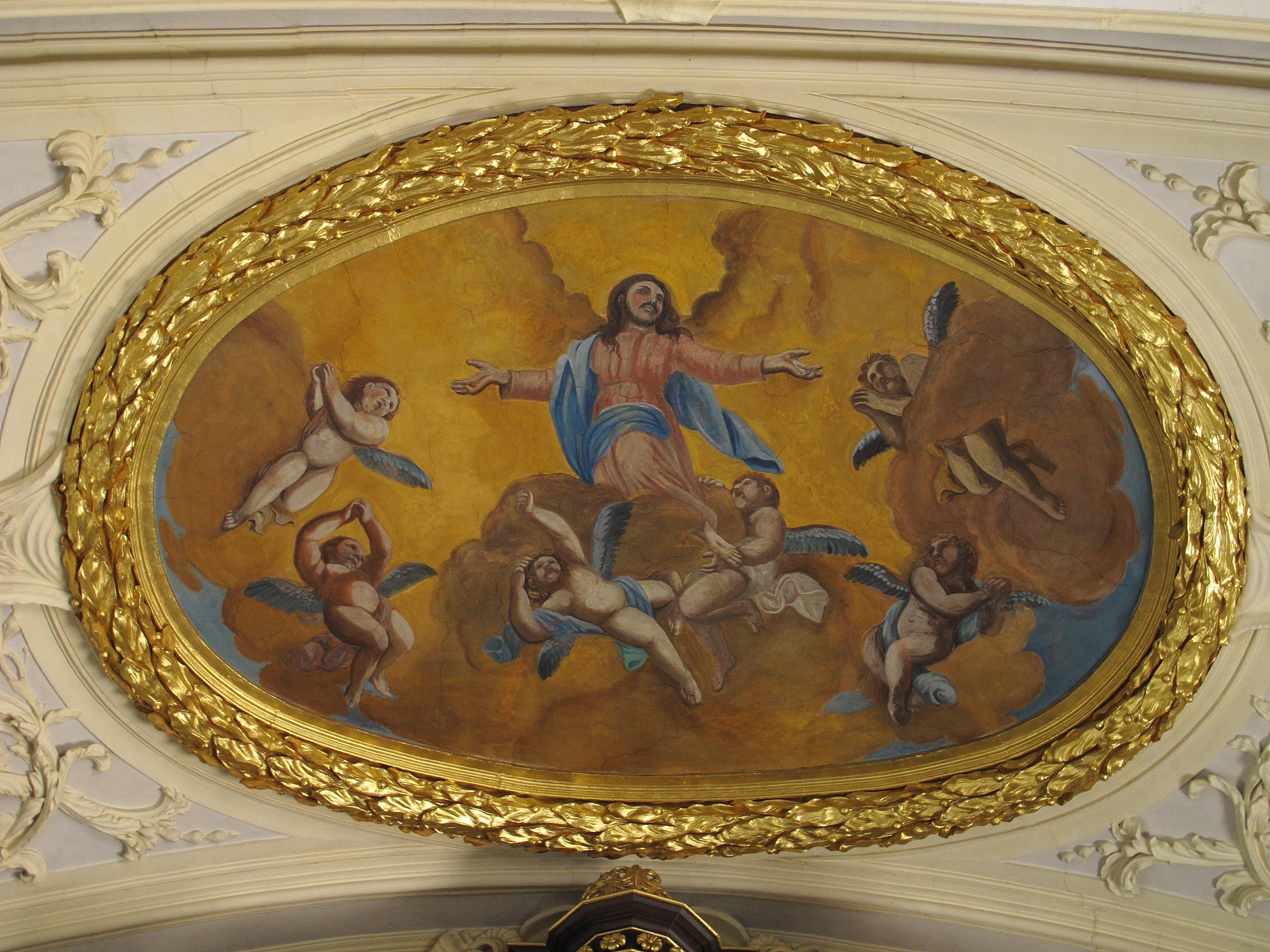
Deckengemälde (Jesu Himmelfahrt) im Chor